# 誓閑寺
誓閑寺（せいかんじ）は、東京都新宿区にある浄土宗の寺院。

## 概要
1630年（寛永7年）、誓閑によって開山された。
かつては、近くに尾張藩徳川家下屋敷があった関係で、墓地には同藩奥女中の墓が多かったという（現在は老女川瀬の墓のみ）。
当寺の梵鐘は、1682年（天和2年）に鋳造されたが、当地の地名は武蔵国豊島郡のはずなのに、なぜか「武州荏原郡」と記されている謎がある。室町時代は荏原郡に属していたという説があるが、豊島郡との郡境がどこに引かれていたのかは不明である。
近くの来迎寺にも、同様の謎を持つ庚申塔がある。

## 交通アクセス
- 東京メトロ東西線早稲田駅2番出口より徒歩2分（経路案内）。